# Manu Hernando
José Manuel Hernando Riol (Palencia, 19 de julio de 1998), más conocido como Manu Hernando, es un futbolista español que juega como defensa en el Racing de Santander de la Segunda División de España.

## Trayectoria
Su carrera como futbolista empezó en las categorías inferiores del Club Internacional de la Amistad de Palencia (2004-2010). En el año 2010 ingresaría en la cantera del Real Madrid para jugar en categoría infantil. 
Durante la temporada 2016-17 formaría parte del Juvenil A del conjunto blanco, donde a las órdenes de Guti sería campeón de la Copa de Campeones, conquistaría la Copa del Rey en Calahorra y fue semifinalista de la Youth League. Además, Manu sería internacional con la selección española sub-16, 17 y 19. 
En verano de 2017 el defensa palentino pasa a formar parte de la plantilla del Real Madrid Castilla para jugar en la Segunda División B en el que jugaría durante dos temporadas y media a las órdenes de Santiago Solari, Manolo Díaz y Raúl. El defensa sería habitual en los entrenamientos con el primer equipo y contaría con minutos en amistosos en la gira de pretemporada con el Real Madrid en 2017.
Tras disputar solo 3 encuentros durante la primera vuelta de la temporada 2019-20 en las filas del Real Madrid Castilla en Segunda División B, el 2 de enero de 2020 se confirmó su cesión al Real Racing Club de Santander para competir en la Segunda División hasta el final de la temporada. El 24 de enero hizo su debut en una derrota por un gol a cero frente al Cádiz C. F., disputando 70 minutos de encuentro en el Estadio Ramón de Carranza. La campaña siguiente siguió jugando en la categoría al ser cedido a la S. D. Ponferradina en el mes de agosto.
Tras esta cesión en Ponferrada, se acabó desvinculando de la entidad madridista y firmó por dos años con el C. D. Tondela. En el primero de ellos vivió un descenso de categoría y entre ambas temporadas disputó 67 partidos en los que consiguió seis goles. Una vez quedó libre regresó a España y fichó por la S. D. Amorebieta. En este equipo militó el primer tramo de la campaña 2023-24  y en febrero volvió a Santander con un contrato hasta junio de 2025.

## Estadísticas

### Clubes
Actualizado al último partido disputado el 12 de junio de 2025. Resaltadas temporadas en calidad de cesión.
| Club                         | Liga          | Temporada     | Liga  | Liga  | Liga   | Copas nacionales | Copas nacionales | Copas nacionales | Copas internacionales | Copas internacionales | Copas internacionales | Total | Total | Total  |
| Club                         | Liga          | Temporada     | Part. | Goles | Asist. | Part.            | Goles            | Asist.           | Part.                 | Goles                 | Asist.                | Part. | Goles | Asist. |
| ---------------------------- | ------------- | ------------- | ----- | ----- | ------ | ---------------- | ---------------- | ---------------- | --------------------- | --------------------- | --------------------- | ----- | ----- | ------ |
| Castilla C.F. · España       | 2.ª B         | 2017-18       | 23    | 2     | 0      | —                | —                | —                | —                     | —                     | —                     | 23    | 2     | 0      |
| Castilla C.F. · España       | 2.ª B         | 2018-19       | 17    | 1     | 0      | —                | —                | —                | —                     | —                     | —                     | 17    | 1     | 0      |
| Castilla C.F. · España       | 2.ª B         | 2019-20       | 3     | 0     | 0      | —                | —                | —                | —                     | —                     | —                     | 3     | 0     | 0      |
| Castilla C.F. · España       | Total club    | Total club    | 43    | 3     | 0      | 0                | 0                | 0                | 0                     | 0                     | 0                     | 43    | 3     | 0      |
| Racing de Santander · España | 2.ª           | 2019-20       | 15    | 1     | 1      | —                | —                | —                | —                     | —                     | —                     | 15    | 1     | 1      |
| S. D. Ponferradina · España  | 2.ª           | 2020-21       | 14    | 0     | 0      | 1                | 0                | 0                | —                     | —                     | —                     | 15    | 0     | 0      |
| S. D. Ponferradina · España  | Total club    | Total club    | 14    | 0     | 0      | 1                | 0                | 0                | 0                     | 0                     | 0                     | 15    | 0     | 0      |
| C. D. Tondela Portugal       | 1.ª           | 2021-22       | 23    | 3     | 0      | 5                | 2                | 0                | —                     | —                     | —                     | 28    | 5     | 0      |
| C. D. Tondela Portugal       | 2.ª           | 2022-23       | 32    | 1     | 1      | 7                | 0                | 0                | —                     | —                     | —                     | 39    | 1     | 1      |
| C. D. Tondela Portugal       | Total club    | Total club    | 55    | 4     | 1      | 12               | 2                | 0                | 0                     | 0                     | 0                     | 67    | 6     | 1      |
| S. D. Amorebieta · España    | 2.ª           | 2023-24       | 22    | 2     | 0      | 1                | 0                | 0                | —                     | —                     | —                     | 23    | 2     | 0      |
| S. D. Amorebieta · España    | Total club    | Total club    | 22    | 2     | 0      | 1                | 0                | 0                | 0                     | 0                     | 0                     | 23    | 2     | 0      |
| Racing de Santander · España | 2.ª           | 2023-24       | 18    | 1     | 0      | —                | —                | —                | —                     | —                     | —                     | 18    | 1     | 0      |
| Racing de Santander · España | 2.ª           | 2024-25       | 28    | 0     | 0      | 2                | 0                | 0                | —                     | —                     | —                     | 30    | 0     | 0      |
| Racing de Santander · España | Total club    | Total club    | 61    | 2     | 1      | 2                | 0                | 0                | 0                     | 0                     | 0                     | 63    | 2     | 1      |
| Total carrera                | Total carrera | Total carrera | 195   | 11    | 2      | 16               | 2                | 0                | 0                     | 0                     | 0                     | 211   | 13    | 2      |
| 1. 2.                        |               |               |       |       |        |                  |                  |                  |                       |                       |                       |       |       |        |

### Selecciones
Actualizado al último partido jugado el 12 de noviembre de 2020.
| Selección       | Temporada     | Europeo | Europeo | Europeo | Mundial | Mundial | Mundial | Amistosos | Amistosos | Amistosos | Total | Total | Total  |
| Selección       | Temporada     | Part.   | Goles   | Asist.  | Part.   | Goles   | Asist.  | Part.     | Goles     | Asist.    | Part. | Goles | Asist. |
| --------------- | ------------- | ------- | ------- | ------- | ------- | ------- | ------- | --------- | --------- | --------- | ----- | ----- | ------ |
| Sub-19 · España | 2016          | —       | —       | —       | —       | —       | —       | 2         | 0         | 0         | 2     | 0     | 0      |
| Sub-19 · España | Total         | 0       | 0       | 0       | 0       | 0       | 0       | 2         | 0         | 0         | 2     | 0     | 0      |
| Sub-21 · España | 2020          | 2       | 0       | 0       | —       | —       | —       | —         | —         | —         | 2     | 0     | 0      |
| Sub-21 · España | Total         | 2       | 0       | 0       | 0       | 0       | 0       | 0         | 0         | 0         | 2     | 0     | 0      |
| Total carrera   | Total carrera | 2       | 0       | 0       | 0       | 0       | 0       | 2         | 0         | 0         | 4     | 0     | 0      |

### Resumen estadístico
Actualizado al 10 de julio de 2025.
| Competición         | Partidos | Goles | Asistencias |
| ------------------- | -------- | ----- | ----------- |
| Liga                | 195      | 11    | 2           |
| Copas nacionales    | 16       | 2     | 0           |
| Selección de España | 4        | 0     | 0           |
| Total               | 215      | 13    | 2           |